# Willibald Stacherl
Willibald Stacherl (* 7. Jänner 1947 in Windisch-Minihof, Gemeinde Minihof-Liebau) ist ein österreichischer Politiker (SPÖ). Stacherl war von 1999 bis 2010 Abgeordneter zum Burgenländischen Landtag.

## Ausbildung und Beruf
Stacherl wurde als Sohn des Bauhilfsarbeiters Karl Stacherl aus Windisch-Minihof geboren. Er besuchte die Volksschule in Windisch-Minihof und die Hauptschule in Jennersdorf. Er erlernte im Anschluss den Beruf des Maurers, wobei er die Berufsschule in Pinkafeld absolvierte. Stacherl legte 1966 die Gesellenprüfung ab und arbeitete zwischen 1963 und 1970 als Maurer in Jennersdorf und Graz. Stacherl absolvierte von 1969 bis 1971 die Bauhandwerkschule in Graz und war von 1970 bis 1974 Bauzeichner in Graz und München. Nach einer Ausbildung an der Fachschule für Bautechnik in München zwischen 1974 und 1975 arbeitete Stacherl von 1976 bis 1978 als Konstrukteur und danach bis 1981 als Bauleiter bei verschiedenen Münchner Baufirmen. Danach wechselte er wieder ins Burgenland und war zwischen 1981 und 1982 als Verkaufsassistent der Bausparkasse Oberwart beschäftigt. 1983 wurde er Bezirkssekretär in Jennersdorf.

## Politik
Stacherl war zwischen 1982 und 1986 Gemeinderat von Minihof-Liebau und wurde 1987 zum Vizebürgermeister gewählt. Ab Oktober 1987 war er Bürgermeister der Gemeinde, trat bei der Gemeinderatswahl im Burgenland 2007 jedoch nicht mehr an. Stacherl ist seit 1999 SPÖ-Bezirksparteivorsitzender von Jennersdorf und wurde am 17. März 1999 als Abgeordneter im Burgenländischen Landtag angelobt. Er war Sprecher für Sicherheit, Blaulichtorganisationen und Zivilschutz im SPÖ-Landtagsklub. Stacherl trat bei der Landtagswahl im Burgenland 2010 nicht mehr an und schied per 24. Juni 2010 aus dem Landtag aus.